# Generator Rex
Generator Rex (no Brasil, Mutante Rex), é um desenho animado americano do gênero "nanopunk", produzido para o Cartoon Network pelo grupo Man of Action, com John Fang como diretor. É baseado na história em quadrinhos M. Rex, publicada pela Image Comics em 1999. Estreou no Cartoon Network em 23 de abril de 2010, e no Cartoon Network Brasil em 29 de agosto de 2010.

## Sinopse
Uma enorme explosão lançou nanites sobre a Terra, contaminando os seres vivos. Estes nanites ativam-se aleatoriamente dentro de seus hospedeiros, transformando-os em monstros conhecidos como EVO ("Exponentially Variegated Organism", no Brasil, "Estrutura Variegada Orgânica"). Geralmente são criaturas irracionais e agressivas, representando um grande perigo ao que esteja ao seu redor. Para combater a ameaça EVO, uma organização conhecida como Providência foi criada para capturá-los, matá-los ou curá-los. 
Rex é um adolescente de 15 anos que sofre de amnésia. No entanto, ao contrário da maioria dos EVOs, Rex pode manipular seus nanites, permitindo-lhe manifestar uma grande variedade de poderes e até mesmo curar outros EVOs. Trabalhando com a Providência sob o comando do Agente Seis, Rex ajuda a parar os EVOs à medida que eles aparecem. Do lado oposto, trabalhando contra a Providência, há Van Kleiss, um EVO que possui conexões ao incidente responsável pela liberação dos nanites e ao próprio Rex.

## Protagonistas
Rex Salazar, o personagem principal da série, é um EVO com amnésia. Como todos os EVOs, ele sofreu uma única mutação, que fez surgir a habilidade de crescer máquinas a partir de seu corpo para enfrentar qualquer situação e depois de usá-las para curar outros EVOs. O Agente Seis acredita que existe alguma coisa errada com Rex e crê que a razão é que Rex seja incapaz de lidar com suas emoções. Rex frequentemente demonstra suas frustrações (reclama do tamanho de seu quarto, de que tem de trabalhar muito e se divertir pouco, sobre a autoridade do Agente Seis) correndo de moto ao redor do habitate EVO em companhia do Macaco Haha. 
Rex encontra seu irmão e descobre mais sobre seu passado. Aparentemente, ele é filho de cientistas que fizeram parte do projeto dos nanites em Abyssus e que por ironia precisaram colocar os nanites no corpo de Rex durante a grande explosão para salvar sua vida. Rex nasceu em Genebra, na Suíça, durante as viagens de seus pais (Rafael, de Buenos Aires, Argentina, e Violetta Salazar, da Cidade do México). Antes de ser EVO, ele queria ser músico de acordeon. Em uma de suas vidas sem memória, ele já foi também um líder rebelde e traidor de uma gangue.
Em certa ocasião, Rex se transforma em um robô EVO furioso, mas é resgatado pela Providência iniciando sua vida atual. Seu maior medo é de sofrer outro apagão e se esquecer da sua vida atual e de seus amigos. Seis meses no futuro, Rex se afasta da Providência ao descobrir que ela está sob nova direção e se junta a um novo grupo formado por Hana, Seis, Dra. Holly e o Cavaleiro Branco (já que seu irmão se aliou à Black Knight, a vilã, por um motivo desconhecido).

## Personagens
- Macaco Haha é um EVO (aparentemente tem a habilidade de falar) macaco que auxilia Rex. Ele usa tapa-olho e chapéu. Em um dado momento, afirma que é uma má influência. Além da habilidade de falar, ele parece ser um macaco completamente normal. Possui um par de pistolas a laser. Nos primeiros episódios, era chamado de Macaco Hana na dublagem brasileira.
- Agente Seis é um agente da "Providência", uma organização secreta dedicada a capturar e desativar os EVOs. Ele veste um terno verde com uma gravata preta e óculos de sol preto. Seu nome é Seis pois foi eleito o sexto homem mais mortal de sua dimensão. Aparentemente, é um espadachim.[2]
- Doutora Holly é uma cientista da Providência. Ela é geralmente vista vestindo um jaleco, um top laranja e botas até o joelho. Ela é descrita como o oposto do Agente Seis, como ela é muito mais em sintonia com suas emoções, em resposta ao Agente Seis que é de natureza estoica. Ela é a única que vê Rex como mais do que uma máquina. Holly tenta repetidamente convencer Seis a tentar se relacionar com Rex, já que entende o que ele atravessa com sua amnésia e à pressão exercida sobre ele pela Providência. Ela aparenta ter uma queda por Seis.
- Noah é o amigo de Rex, que é um agente secreto enviado pelo Cavaleiro Branco, para ser amigo de Rex e para sua sutileza influenciar nas suas decisões para torná-lo mais compatível.[2] Ele é um ser humano normal, porém no episódio "Barulhos" e ele se torna EVO. Ele é loiro e veste um casaco verde com uma camisa de chocolate e jeans azul, com sapatos pretos. Ele também sabe kick-boxing. Quando Rex descobre que Noah é espião de Branco, fica muito irado. Voltam a ser amigos quando Noah reconquista a sua amizade, alegando que no princípio só se aproximou de Rex para espioná-lo, mas depois ficou amigo de verdade dele. Noah diz ao Cavaleiro Branco que, se este tentar fazer isto de novo, "ia se ver com ele".
- Capitão Alan é agente da Providência, muito próximo ao Cavaleiro Branco, que sempre obedece os protocolos.
- Cavaleiro Branco é o líder da Providência. Ele é muito determinado a parar os EVOs. Ele não pode entrar em contato com o EVOs ou nanites (porque é a única pessoa sobre a Terra que não tem nanites). Tanto quanto qualquer um pode dizer, ele nunca sai do quarto esterilizado que ele chama de escritório, como resulta de sua pele farinha branca.
- César Salazar é irmão de Rex, descoberto muito atualmente. É um cientista muito metido e irritante (pelo menos para Seis e o Cavaleiro Branco). Só foi aceito pela Providência porque, junto com seus pais, trabalhou no processo de criação dos nanites. Segundo ele, demorou muito para aparecer porque, durante a explosão que fez os nanites se espalharem, ele ficou em órbita, preso no espaço e a tecnologia dele era tão alta que nem os satélites da providência puderam detectá-lo. Para se ter uma ideia de quanto tempo César ficou no espaço, ele nunca tinha ouvido falar dos EVOs. É o oposto de seu irmão, que recorre sempre a violência. César é extremamente medroso mas é também extremamente inteligente.

### Antagonistas
- Van Kleiss é o antagonista principal das duas primeiras temporadas da série, e o antagonista secundário da terceira temporada. Ele é descrito como todo cientista louco que você já viu, só assustador muito e perigoso. Como Rex, ele pode controlar seus nanites, mas a mutação dele é instável. Como resultado, tem que absorver nanites de outros EVOs para se sustentar. Suas vítimas estão petrificadas no processo. Ele controla um grupo de Evos poderosos conhecidos como os Mutantes. Ele construiu seu Reino Abismus no local da explosão nanite, e tem nanites semeados por quilômetros na área em torno de seu castelo. Como resultado, ele pode controlar tudo em sua esfera de influência, e até mesmo regenerar completamente do chão, se seu corpo for destruído. Ele sabe muita coisa sobre os nanites, aparentemente, trabalhou ou foi se familiarizado com a experiência que os libertou, e sobre o passado de Rex.[2]

#### Os Mutantessão um grupo de Evos que servem a Van Kleiss
- Biolobo é um EVO lobisomem blindado, com super habilidades humanas e é ferozmente leal a Van Kleiss.[2] Devido aos poderes de Van Kleiss ser limitado à sua terra natal, Biolobo atua como líder dos Mutantes de fato.
- Branca é um EVO fêmea com dois braços normais, e dois braços maiores. Os braços maiores podem criar portais de diferentes formas e tamanhos. Branca pode abrir portais a partir de qualquer outra coisa, bem como os portais de fogo em seus inimigos como shurikens e controlar o seu caminho durante o voo. Cria portais ao redor de seus inimigos, onde ela pode atacar de todos os ângulos, embora os portais vão nos dois sentidos. Seus poderes são semelhantes aos da Marvel Comics Spot.
- Sirene é muito similar a Rex, já que parece perfeitamente humana, até que ela começa a usar seus poderes. Ela tem uma segunda boca que ela usa para disparar Gritos Sônicos em seus inimigos. Ela fez uma parceria com os Mutantes porque ela se sente uma forasteira, e quer ir para outro lugar. Rex constantemente tenta fazer ela mudar de lado. Depois, ela entra em um grupo aliado de Rex.
- Escalamandra é um EVO humanoide lagarto com pinos de crescimento de cristal que crescem em seu corpo e um cubo de cristal que cresce em seu braço esquerdo. Ele pode disparar espinhos pelo cubo ou formar um escudo.
- Amazona Negra é a ex-líder da Providência, metade EVO e a antagonista principal da terceira temporada. Ela apareceu pela primeira vez no último episódio da segunda temporada "Leões e Cordeiros". O principal objetivo dela era se unir ao Consorcio para ganhar poderes absolutos para se tornar "DEUSES" e dominar o mundo. No último episódio de duas partes "Fim de Jogo", ele capturou o Rex e conseguiu pegar todos os meta-nanites. No mesmo episódio, após ela e o Consorcio absorverem os meta-nanites, ganharam habilidades inacreditáveis.